# Élections législatives de 1936 dans les Deux-Sèvres
Les élections législatives françaises de 1936 dans les Deux-Sèvres ont lieu les 26 avril et 3 mai.

## Élus
|   | Circonscription | Député sortant   |  | Groupe parlementaire                      | Député élu     |  | Groupe parlementaire                          |
| - | --------------- | ---------------- |  | ----------------------------------------- | -------------- |  | --------------------------------------------- |
| 1 | Bressuire       | Émile Taudière   |  | Indépendants                              | Émile Taudière |  | Républicains indépendants et d'action sociale |
| 2 | Melle           | Henri Ferru      |  | Républicain radical et radical-socialiste | André Albert   |  | Gauche indépendante                           |
| 3 | 1re de Niort    | André Jouffrault |  | Républicain radical et radical-socialiste | Émile Bèche    |  | Socialiste                                    |
| 4 | 2e de Niort     | René Richard     |  | Républicain radical et radical-socialiste | René Richard   |  | Républicain radical et radical-socialiste     |
| 5 | Parthenay       | Clovis Macouin   |  | Fédération républicaine                   | Clovis Macouin |  | Fédération républicaine de France             |

## Résultats à l'échelle du département
| Partis         | Partis                                          | Premier tour | Premier tour | Deuxième tour | Deuxième tour | Sièges |
| Partis         | Partis                                          | Voix         | %            | Voix          | %             | Sièges |
| -------------- | ----------------------------------------------- | ------------ | ------------ | ------------- | ------------- | ------ |
|                | Parti républicain radical et radical-socialiste | 24 793       | 29,63        | 20 766        | 36,09         | 1      |
|                | Fédération républicaine                         | 14 415       | 17,23        | 15 838        | 25,82         | 1      |
|                | Droite                                          | 13 200       | 15,78        |               |               | 1      |
|                | Section française de l'Internationale ouvrière  | 12 165       | 14,54        | 5 617         | 9,76          | 1      |
|                | Parti radical-socialiste Camille Pelletan       | 6 502        | 7,77         | 10 427        | 18,12         | 1      |
|                | Alliance démocratique                           | 5 383        | 6,43         | 8 571         | 13,97         | 0      |
|                | Parti communiste-SFIC                           | 4 641        | 5,55         | 65            | 0,11          | 0      |
|                | Union socialiste républicaine                   | 1 370        | 1,64         | 25            | 0,04          | 0      |
|                | Radicaux indépendants                           | 706          | 0,84         | 28            | 0,05          | 0      |
|                | Divers                                          | 487          | 0,58         |               |               | 0      |
|                |                                                 |              |              |               |               |        |
| Inscrits       | Inscrits                                        | 98 513       | 100,00       | 76 632        | 100,00        | 5      |
| Votants        | Votants                                         | 85 719       | 87,01        | 62 517        | 81,58         |        |
| Abstentions    | Abstentions                                     | 12 794       | 12,99        | 14 115        | 18,42         |        |
| Blancs et nuls | Blancs et nuls                                  | 2 057        | 2,40         | 1 180         | 1,89          |        |
| Exprimés       | Exprimés                                        | 83 662       | 97,60        | 61 337        | 98,11         |        |
|                |                                                 |              |              |               |               |        |
|                | Front populaire                                 | 49 471       | 59,13        | 36 900        | 60,16         | 3      |
|                | Droite parlementaire                            | 33 704       | 40,29        | 24 437        | 39,84         | 2      |

## Résultats par arrondissement

### Arrondissement de Bressuire
| Candidats      | Candidats      | Étiquette      | Premier tour | Premier tour |
| Candidats      | Candidats      | Étiquette      | Voix         | %            |
| -------------- | -------------- | -------------- | ------------ | ------------ |
|                | Émile Taudière | Droite         | 13 200       | 60,94        |
|                | Poirault       | PRRRS          | 5 436        | 25,10        |
|                | Barthélemy     | PC-SFIC        | 1 789        | 8,26         |
|                | Mormiche       | SFIO           | 1 236        | 5,71         |
|                |                |                |              |              |
| Inscrits       | Inscrits       | Inscrits       | 25 864       | 100,00       |
| Votants        | Votants        | Votants        | 22 444       | 86,78        |
| Abstention     | Abstention     | Abstention     | 3 420        | 13,22        |
| Blancs et nuls | Blancs et nuls | Blancs et nuls | 783          | 3,49         |
| Exprimés       | Exprimés       | Exprimés       | 21 661       | 96,51        |

### Arrondissement de Melle
| Candidats      | Candidats      | Étiquette           | Premier tour | Premier tour | Deuxième tour | Deuxième tour |
| Candidats      | Candidats      | Étiquette           | Voix         | %            | Voix          | %             |
| -------------- | -------------- | ------------------- | ------------ | ------------ | ------------- | ------------- |
|                | André Albert   | PRS-CP              | 6 502        | 40,69        | 10 427        | 68,21         |
|                | Girard         | SFIO                | 5 358        | 33,53        |               |               |
|                | Gaud           | AD                  | 2 334        | 14,61        | 4 773         | 31,22         |
|                | Quéron         | Radical indépendant | 706          | 4,42         | 28            | 0,18          |
|                | Chardavoine    | PC-SFIC             | 591          | 3,70         | 58            | 0,38          |
|                | Perrotin       | Divers              | 487          | 3,05         |               |               |
|                |                |                     |              |              |               |               |
| Inscrits       | Inscrits       | Inscrits            | 19 318       | 100,00       | 19 305        | 100,00        |
| Votants        | Votants        | Votants             | 16 450       | 85,15        | 15 863        | 82,17         |
| Abstention     | Abstention     | Abstention          | 2 868        | 14,85        | 3 442         | 17,83         |
| Blancs et nuls | Blancs et nuls | Blancs et nuls      | 472          | 2,87         | 577           | 3,64          |
| Exprimés       | Exprimés       | Exprimés            | 15 978       | 97,13        | 15 286        | 96,36         |

### Arrondissement de Niort

#### 1recirconscription
| Candidats      | Candidats      | Étiquette      | Premier tour | Premier tour | Deuxième tour | Deuxième tour |
| Candidats      | Candidats      | Étiquette      | Voix         | %            | Voix          | %             |
| -------------- | -------------- | -------------- | ------------ | ------------ | ------------- | ------------- |
|                | Sauvé          | FR             | 4 303        | 30,53        | 5 212         | 36,62         |
|                | Joujfrault     | PRRRS          | 3 569        | 25,32        | 3 393         | 23,84         |
|                | Émile Bèche    | SFIO           | 2 724        | 19,33        | 5 617         | 39,46         |
|                | Vandier        | PRRRS          | 2 482        | 17,61        | 12            | 0,08          |
|                | Boisseau       | PC-SFIC        | 1 016        | 7,21         |               |               |
|                |                |                |              |              |               |               |
| Inscrits       | Inscrits       | Inscrits       | 16 545       | 100,00       | 16 540        | 100,00        |
| Votants        | Votants        | Votants        | 14 356       | 86,77        | 14 364        | 86,84         |
| Abstention     | Abstention     | Abstention     | 2 189        | 13,23        | 2 176         | 13,16         |
| Blancs et nuls | Blancs et nuls | Blancs et nuls | 262          | 1,83         | 130           | 0,91          |
| Exprimés       | Exprimés       | Exprimés       | 14 094       | 98,17        | 14 234        | 99,09         |

#### 2ecirconscription
| Candidats      | Candidats      | Étiquette      | Premier tour | Premier tour | Deuxième tour | Deuxième tour |
| Candidats      | Candidats      | Étiquette      | Voix         | %            | Voix          | %             |
| -------------- | -------------- | -------------- | ------------ | ------------ | ------------- | ------------- |
|                | René Richard   | PRRRS          | 4 046        | 35,19        | 7 210         | 65,31         |
|                | Guélin         | AD             | 3 049        | 26,52        | 3 798         | 34,40         |
|                | Hudeley        | SFIO           | 2 125        | 18,48        |               |               |
|                | De la Porte    | USR            | 1 370        | 11,92        | 25            | 0,23          |
|                | Leroy          | PC-SFIC        | 908          | 7,90         | 7             | 0,06          |
|                |                |                |              |              |               |               |
| Inscrits       | Inscrits       | Inscrits       | 13 877       | 100,00       | 13 878        | 100,00        |
| Votants        | Votants        | Votants        | 11 693       | 84,26        | 11 250        | 81,06         |
| Abstention     | Abstention     | Abstention     | 2 184        | 15,74        | 2 628         | 18,94         |
| Blancs et nuls | Blancs et nuls | Blancs et nuls | 195          | 1,67         | 210           | 1,87          |
| Exprimés       | Exprimés       | Exprimés       | 11 498       | 98,33        | 11 040        | 98,13         |

### Arrondissement de Parthenay
| Candidats      | Candidats      | Étiquette      | Premier tour | Premier tour | Deuxième tour | Deuxième tour |
| Candidats      | Candidats      | Étiquette      | Voix         | %            | Voix          | %             |
| -------------- | -------------- | -------------- | ------------ | ------------ | ------------- | ------------- |
|                | Clovis Macouin | FR             | 10 112       | 49,49        | 10 626        | 51,14         |
|                | Bigot          | PRRRS          | 5 127        | 25,09        | 10 151        | 48,86         |
|                | Brunet         | PRRRS          | 4 133        | 20,23        |               |               |
|                | Turpault       | SFIO           | 722          | 3,53         |               |               |
|                | Jolly          | PC-SFIC        | 337          | 1,65         |               |               |
|                |                |                |              |              |               |               |
| Inscrits       | Inscrits       | Inscrits       | 22 909       | 100,00       | 22 909        | 100,00        |
| Votants        | Votants        | Votants        | 20 776       | 90,69        | 21 040        | 91,84         |
| Abstention     | Abstention     | Abstention     | 2 133        | 9,31         | 1 869         | 8,16          |
| Blancs et nuls | Blancs et nuls | Blancs et nuls | 345          | 1,66         | 263           | 1,25          |
| Exprimés       | Exprimés       | Exprimés       | 20 431       | 98,34        | 20 777        | 98,75         |